# M. 에멧 월시
M. 에밋 월시(M. Emmet Walsh, 영어 발음: /ˈɛmɪt/, 1935년 3월 22일~2024년 3월 19일)는 미국의 배우이다. 코언 형제의 《블러드 심플》(1984)로 1986년 제1회 인디펜던트 스피릿 어워드 남우주연상을 수상하였다.

## 출연 작품

### 영화
- 미드나잇 카우보이(1969)
- 작은 거인(1970)
- 왓츠 업 덕(1972)
- 형사 서피코(1973)
- 겜블러(1974)
- 영광의 뒤안길(1976)
- 에어포트 77(1977)
- 슬랩 샷(1977)
- 출옥자(1978)
- 바보 네이빈(1979)
- 보통 사람들(1980)
- 도전(1980)
- 레즈(1981)
- 블레이드 러너(1982)
- 실크우드(1983)
- 블러드 심플(1984)
- 후레치(1985)
- 크리터스(1986)
- 백 투 스쿨(1986)
- 아리조나 유괴사건(1987)
- 로미오와 줄리엣(1996)
- 내 남자친구의 결혼식(1997)
- 아이언 자이언트(1999) - 애니메이션
- 크리스마스 건너뛰기(2004)
- 쿵푸 프리즌(2007)
- 캘버리(2014)
- 나이브스 아웃(2019)

### 텔레비전
- 프레이저(2001)
- 아미 와이브즈(2012)
- 대미지(2012)